# Casa de las Caras
La Casa de las Caras, también conocida como Pazo de Barbeito y Padrón, es un edificio originario del siglo XVI situado en pleno centro histórico de la ciudad española de Pontevedra. Se le conoce como la Casa de las Caras por los bustos renacentistas que decoran el piso superior de su fachada.

## Ubicación
El edificio está situado en la Plaza de la Estrella 4, al norte de la Plaza de la Herrería de Pontevedra.

## Historia
La Casa de las Caras fue construida por orden de D. Juan Barbeito y Padrón a finales del siglo XVI para servirle de vivienda. Posteriormente, pasó a ser propiedad de D. Pedro Aldao, valeroso militar, Gran maestre de Campo. Debido a la vinculación de los Barbeito con los Aldao, la casa pasó con el mayorazgo a los Gayoso-Aldao y de éstos a los Condes de San Román y a los Marqueses de Atalaya. Tuvo cuatro fachadas, las dos principales a la Plaza de la Estrella y a la calle Figueroa y otras dos al actual jardín posterior. La casa fue remodelada en los siglos XVIII y XIX, cuando adoptó su configuración actual.
La Casa de las Caras fue durante mucho tiempo casa de postas y en su exterior se ataban los caballos a las herraduras de la fachada, mientras descansaban los viajeros. En el siglo XVIII, cuando se construyó al lado la posada La Estrella, la casa fue objeto de una transformación. En 1725, se construyó un largo balcón en uno de los lados de la casa.
En el siglo XIX se cegaron los arcos de la fachada principal de la plaza de la Estrella, que originalmente tenía soportales. Este cegamiento se habría realizado entre 1840 y 1860 para dar mayor estabilidad al edificio. También se retranqueó el gran balcón lateral de la calle Figueroa. Entre 1880 y 1908, la casa fue vivienda y laboratorio del prestigioso fotógrafo Francisco Zagala, uno de los primeros cronistas de la ciudad.
En el siglo XX, el fotógrafo Ramón Barreiro lo alquiló en 1910 a su regreso de la emigración de México y en la planta baja instaló su estudio fotográfico. Cuando se construyó el edificio de los Sindicatos, el arquitecto Enrique Barreiro se vio obligado a completar la fachada común de ambos edificios.
A mediados de la década de 1980, su nieto, arquitecto y actual propietario del edificio, llevó a cabo una reforma completa para convertir la casa en su residencia. Durante esta remodelación se recuperaron elementos característicos de la arquitectura del edificio.

## Descripción

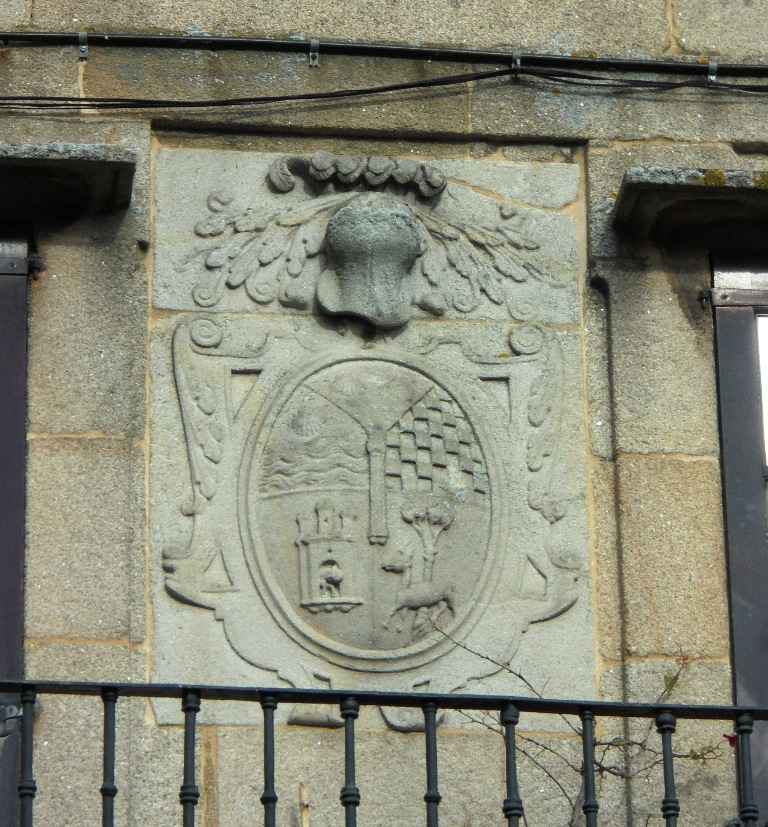
Escudo de armas de la Casa de las Caras

La casa es de planta cuadrada y estilo renacentista y barroco. Presenta una sobria fachada remodelada en el siglo XVIII con dos pisos y una planta baja. Los dos pisos superiores tienen cinco ventanas con marcos decorativos superiores e inferiores.
Entre las ventanas del segundo piso de la fachada principal destacan cuatro bustos renacentistas del siglo XVI cuyo significado es incierto. La teoría más aceptada es que pertenecen a la familia noble de Barbeito y Padrón, propietarios del pazo. Una de estas figuras lleva gafas. Estos medallones con efigies o caras de piedra dan origen al nombre popular del edificio.
En el centro de la primera planta hay un balcón junto al que se encuentra el escudo de Juan Barbeito y Padrón, en el que se reparten las armas de los linajes Padrón, Mariño, Valladares y Barbeito.
En la fachada principal se conserva el trazado de los soportales originales, que fueron cegados. En la fachada lateral hay un balcón que se prolonga hasta adaptarse a la calle Figueroa. En la fachada trasera, el actual propietario recuperó algunas grandes ménsulas durante la reforma, así como los caños de desagüe del lateral de las caballerías. En el interior, la casa tiene chimeneas en diferentes plantas pero en un mismo nivel. Las chimeneas tienen dos tiros diferentes para cada una de ellas.

## La Casa de las Caras en la cultura popular
La historia de la Casa de las Caras aparece en la novela Xa vai o griffón no vento (Premio Nacional de Narrativa de España de 1986 del Ministerio de Cultura), del escritor Alfredo Conde, donde los personajes que la habitan están vinculados a la Inquisición española. Bartolomé, hijo de Juan Barbeito y Padrón, fue nombrado Gran Inquisidor en 1678.
En el número 30 de la calle Real también en el casco antiguo de la ciudad hay otra casa con diez caras de granito en su fachada, que también perteneció a la familia Barbeito.

## Galería de imágenes

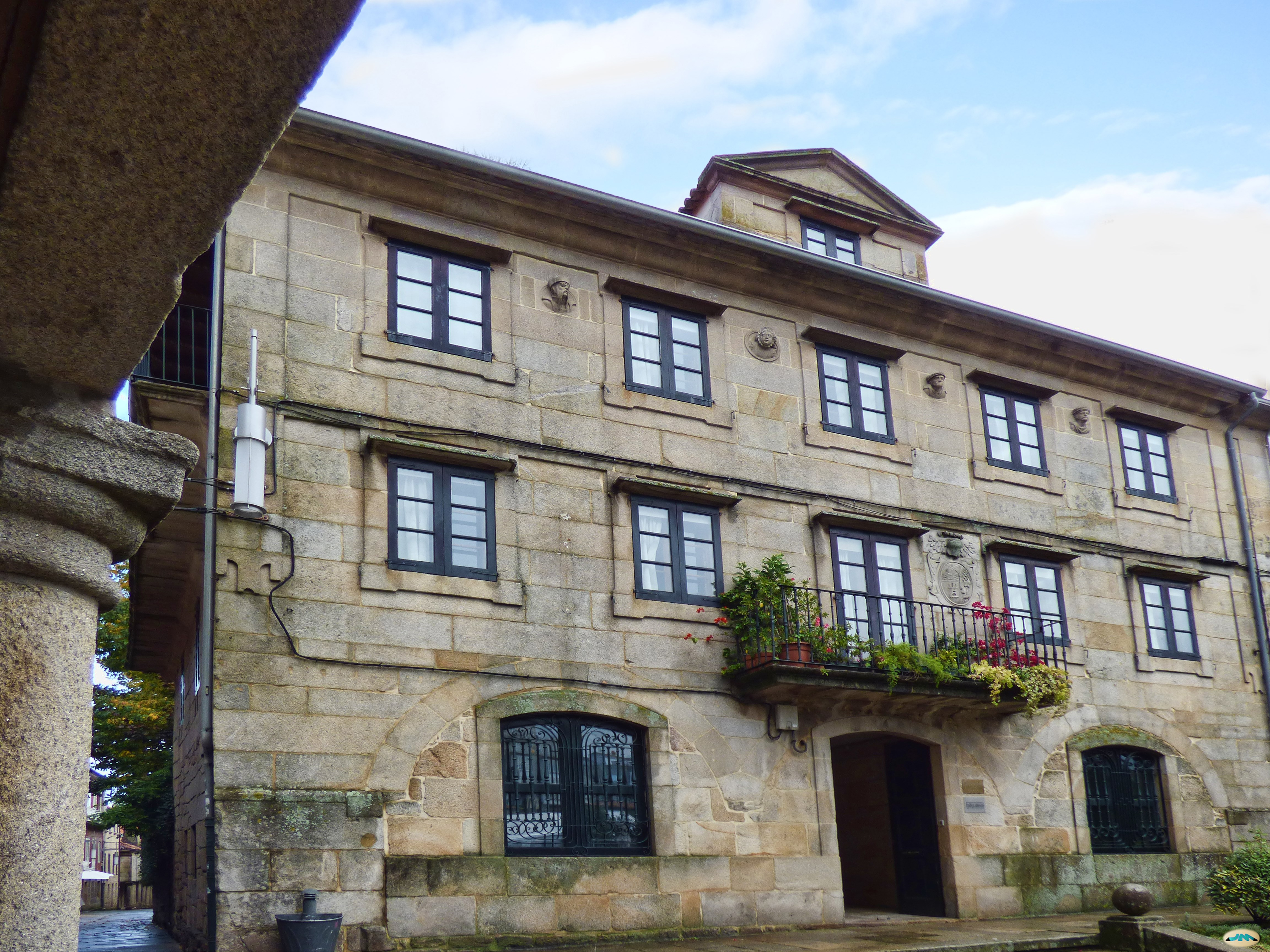
Fachada
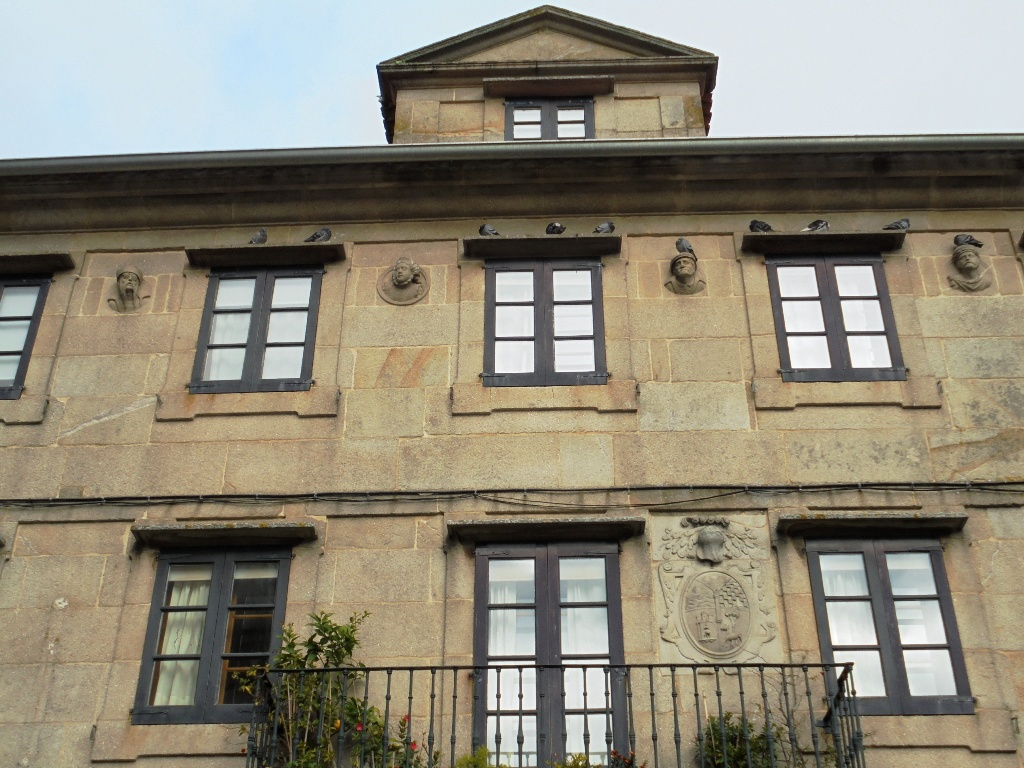
Detalle en la fachada
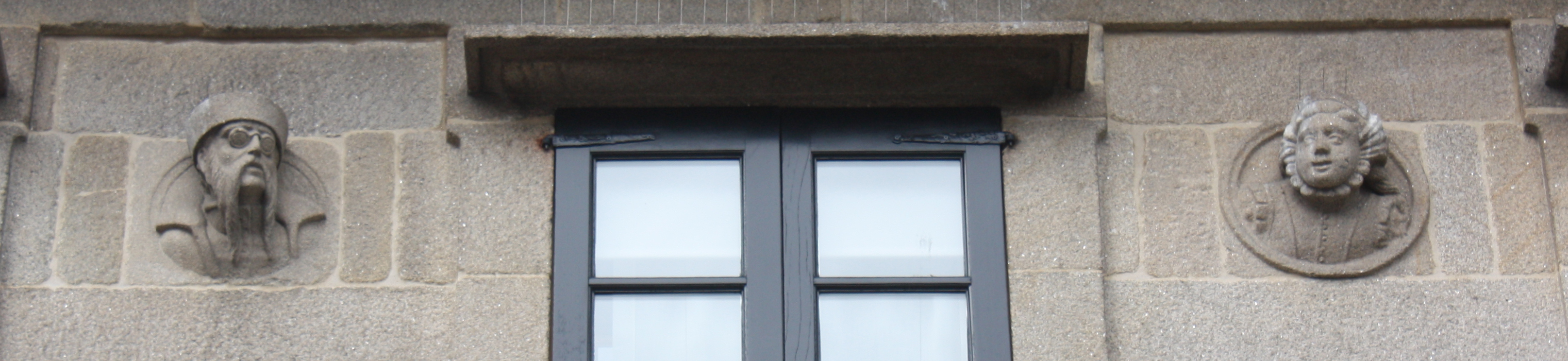
Dos de las caras en la fachada, la primera con gafas
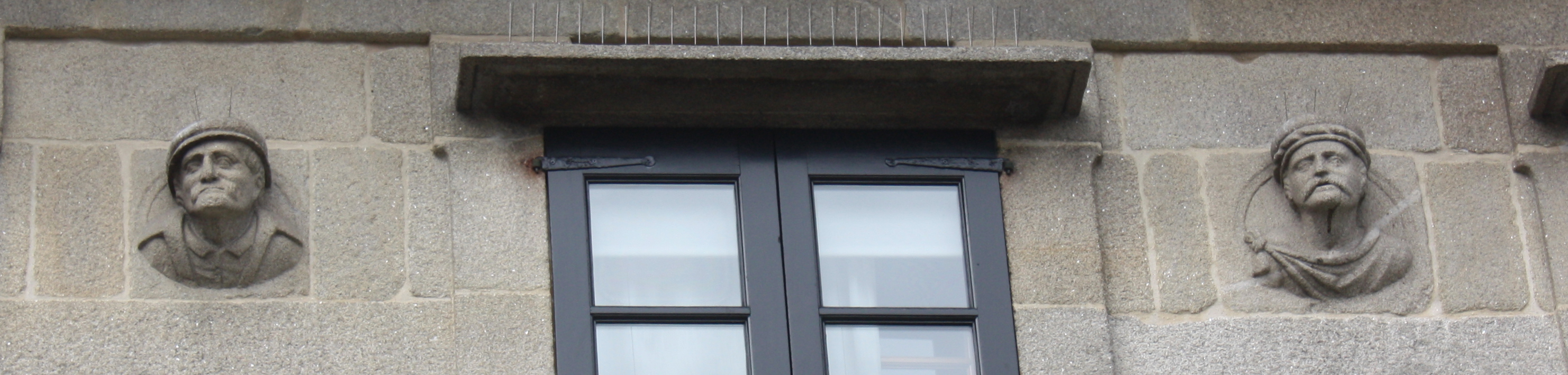
Las otras dos caras en la fachada
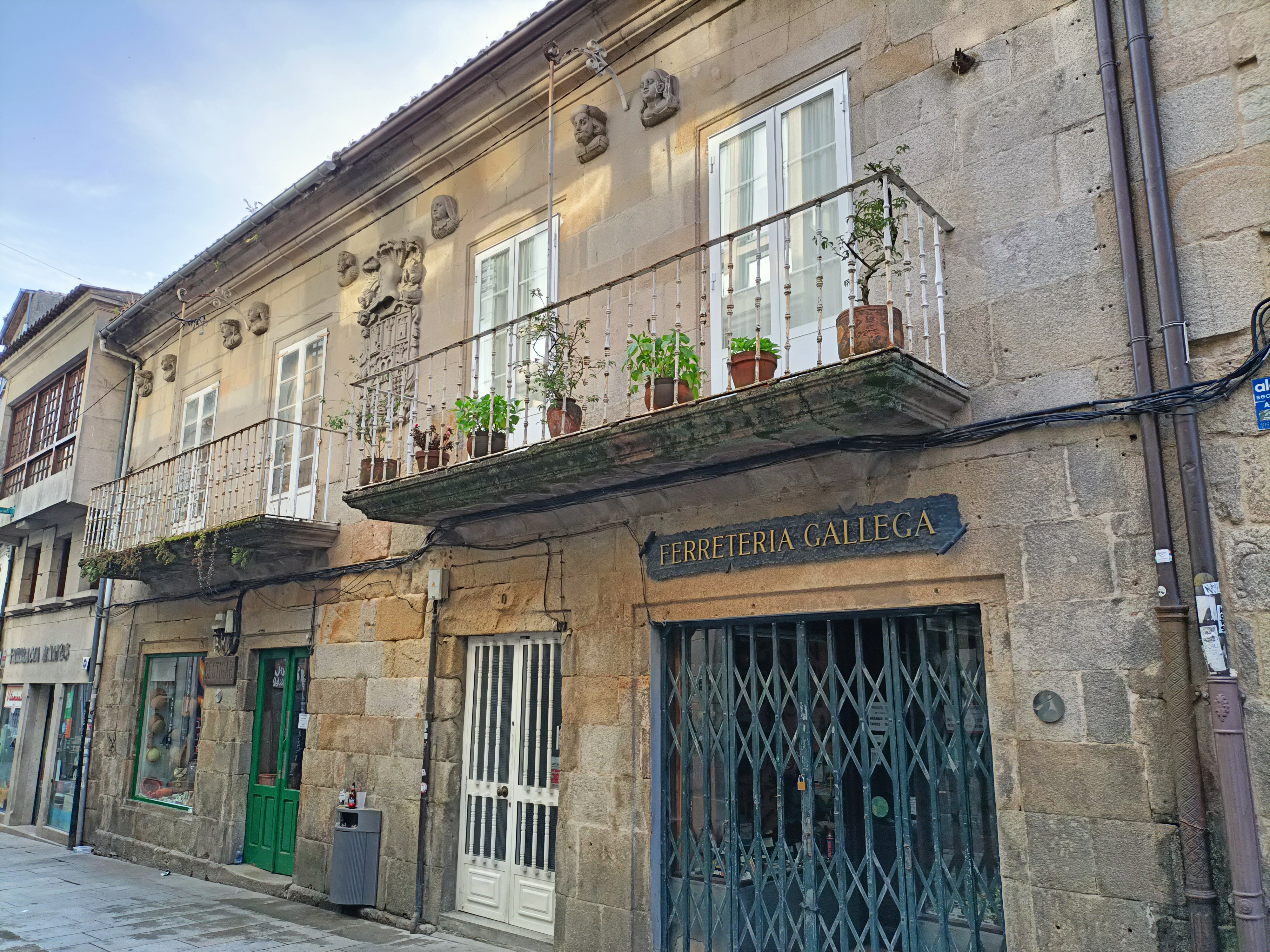
Casa de los Barbeito y Padrón con diez bustos en la fachada, en la calle Real
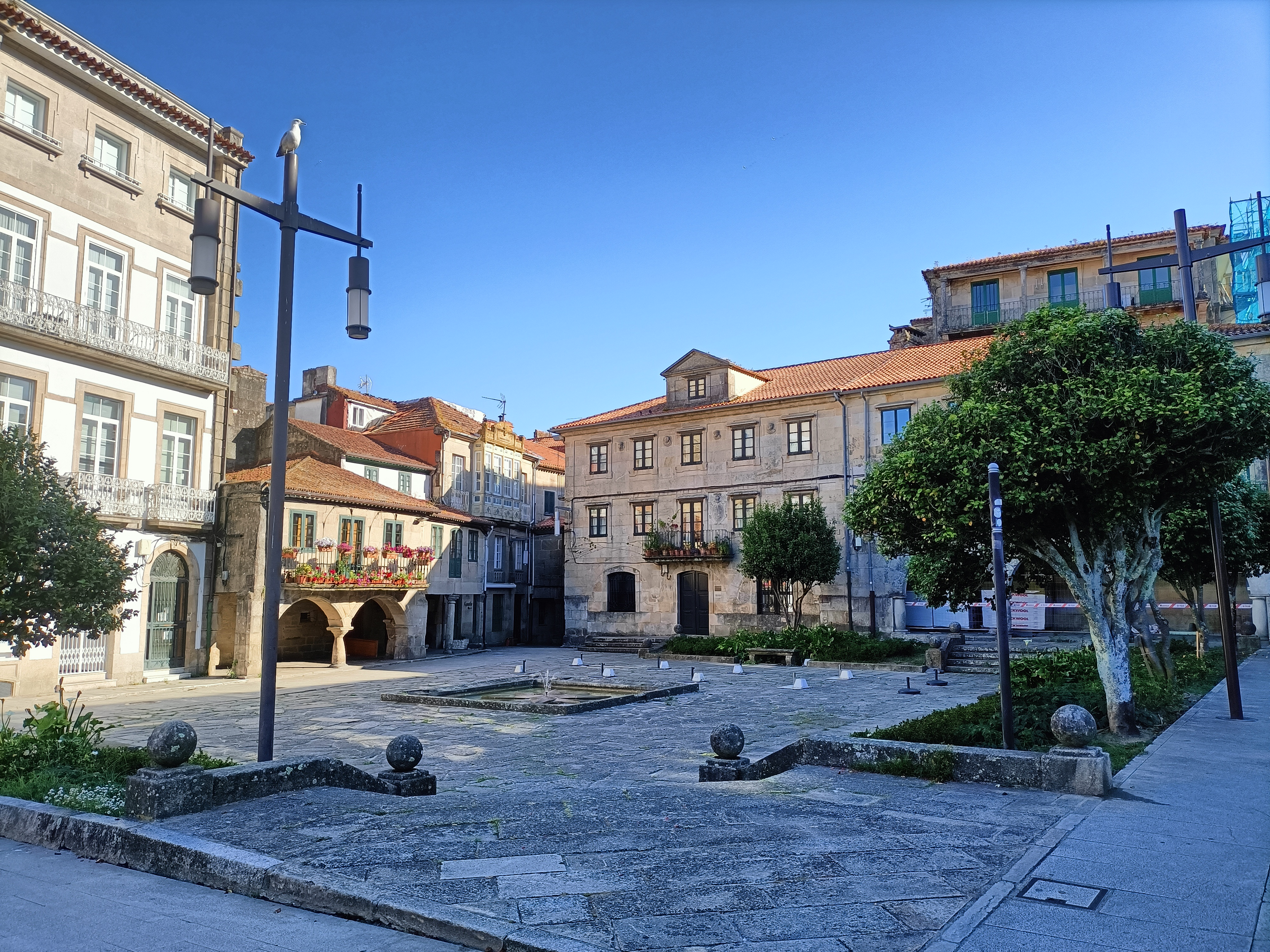
La Casa de las Caras en la plaza de la Estrella